# Rosengarten (Bad Kissingen)

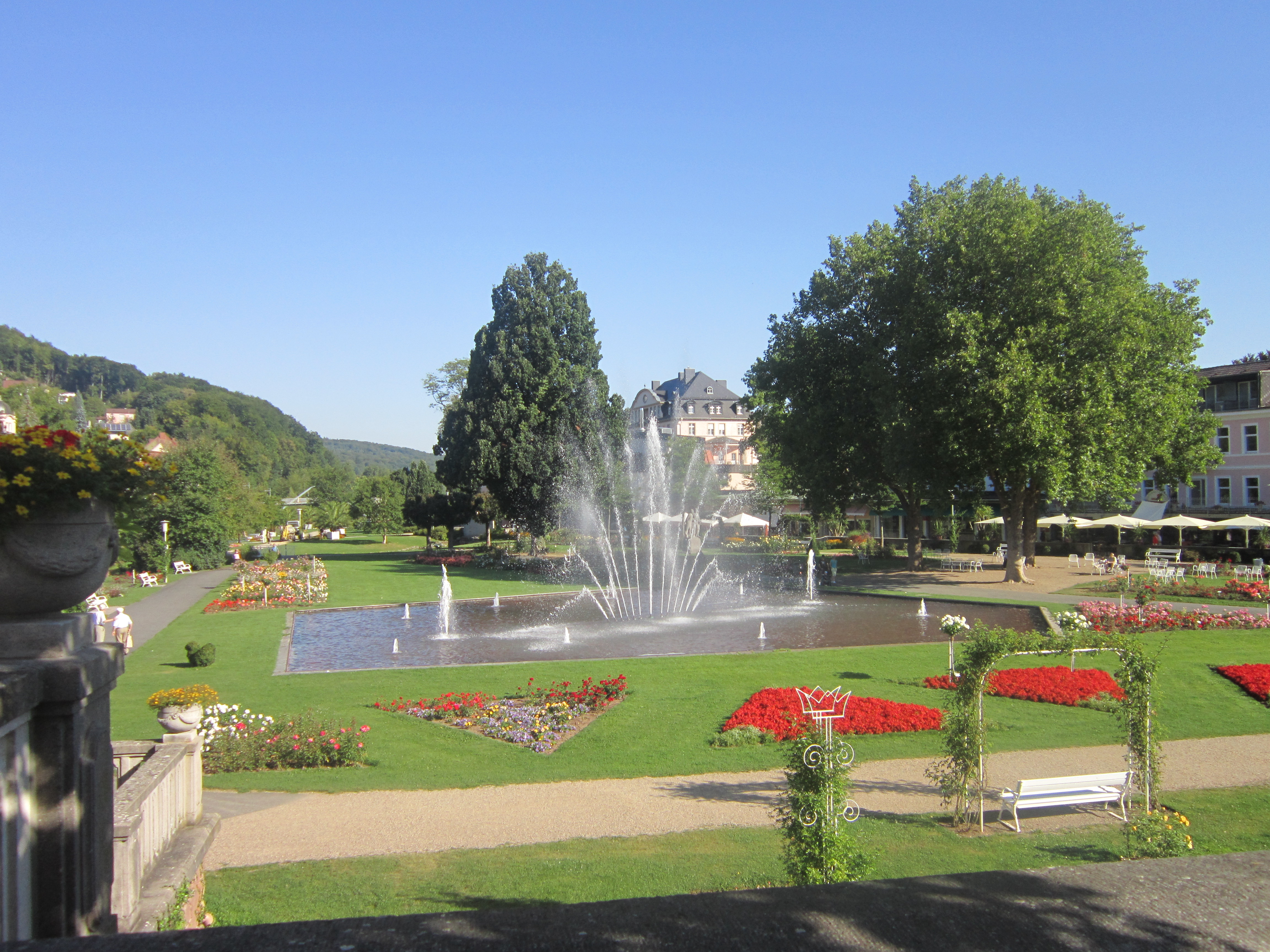
Panorama vom Rosengarten mit Blick nach Norden.

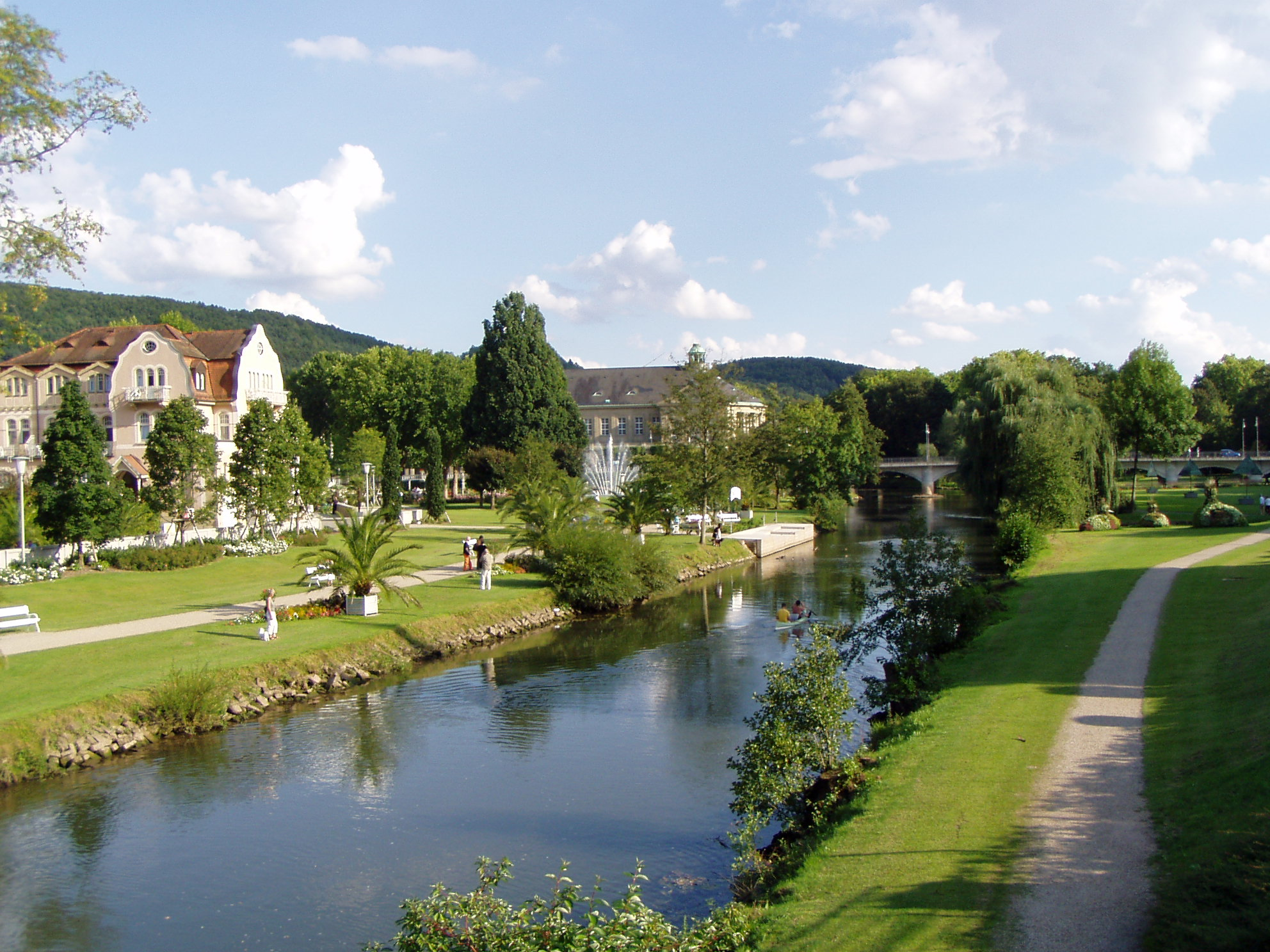
Panorama vom Rosengarten mit Blick nach Süden. Im Hintergrund der Regentenbau (Mitte) und die Ludwigsbrücke (rechts).

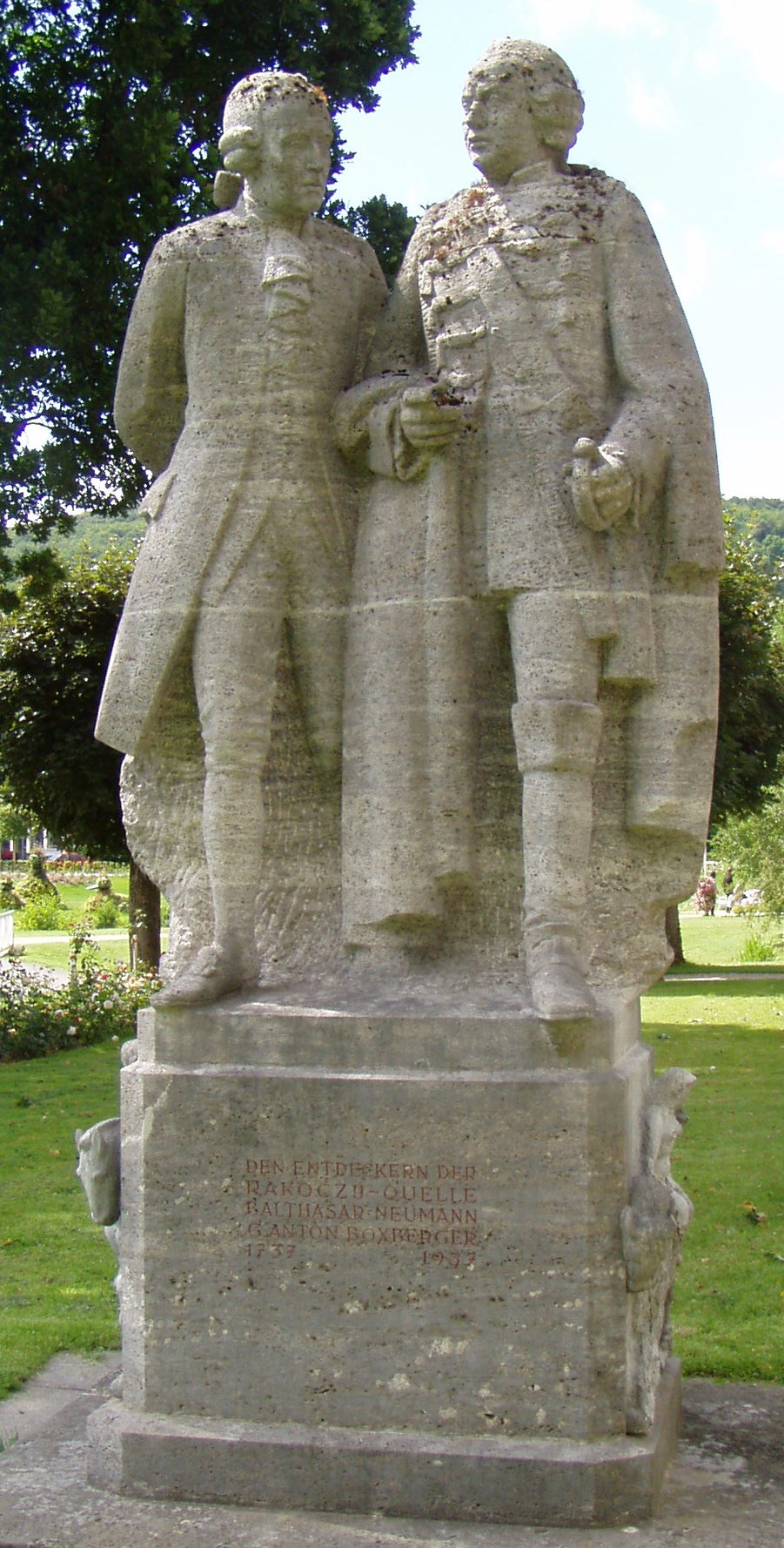
Das Boxberger-Neumann-Denkmal (Fried Heuler, 1938).

Der Bad Kissinger Rosengarten ist eine Parkanlage in der bayerischen Kurstadt Bad Kissingen im unterfränkischen Landkreis Bad Kissingen.

## Geographische Lage
Der Rosengarten befindet sich im Zentrum von Bad Kissingen entlang der Fränkischen Saale.
Der Rosengarten wird westlich von der Bismarckstraße und östlich von der Balthasar-Neumann-Promenade begrenzt.  Am Nordrand des Rosengartens schließt sich, vom Schweizerhaussteg begrenzt, die Bad Kissinger Au mit dem Flugplatz an, während sich südlich des Rosengartens, von der Ludwigsbrücke begrenzt, der  Luitpoldpark befindet. Nordwestlich folgt, abgegrenzt durch Bismarckstraße und In der Au, der Staffelsberg.
Die Balthasar-Neumann-Promenade war ursprünglich eine Verbindung zwischen dem Kurviertel von Bad Kissingen und den Salinen des heutigen Bad Kissinger Stadtteiles Hausen.

## Geschichte

### Rosengarten

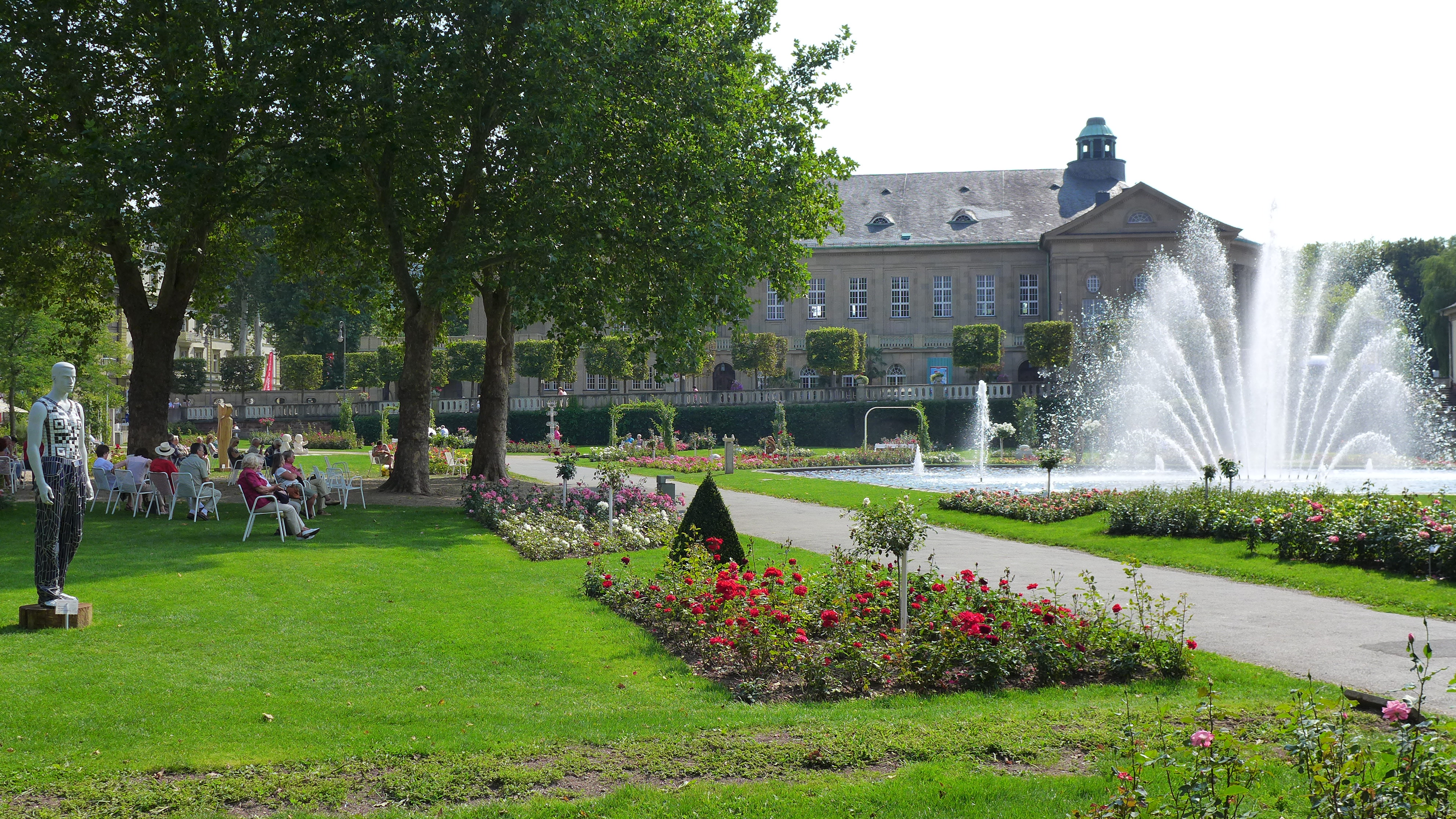
Wasserspiel im Rosengarten (2013)

Die Planungen für den als „Parterre zum Regentenbau“ gedachten Rosengarten begannen im Jahr 1912. Im Folgejahr 1913 wurde der Rosengarten, im gleichen Jahr wie der Regentenbau, eröffnet. Am Standort des Rosengartens befand sich bis 1913 eine von Karl Österreicher geleitete Radfahrschule. Pläne für einen runden Springbrunnen konnten erst nach Ende des Ersten Weltkrieges umgesetzt werden.
Als kurz vor Ende des Zweiten Weltkrieges die Ludwigsbrücke gesprengt wurde, bestand bis zu deren im November 1946 abgeschlossenen Wiederaufbau eine Notbrücke am Schweizerhaussteg. Auf dem Wiesengelände nördlich des Rosengartens entstand eine Duschanlage für die US-Soldaten.
In den 1990er Jahren wurde ein Wettbewerb zur Neugestaltung des Rosengartens ausgeschrieben, in deren Rahmen u. a. der ausgelaugte Boden der Blumenbeete und die Wege erneuert werden sollten. Doch scheiterte das Vorhaben zunächst einerseits aus Geldmangel und andererseits aus Unsicherheit des Bauausschusses der Stadt Bad Kissingen, welchem der im Wettbewerb eingereichten Konzepte der Vorzug gegeben werden sollte.
Im Jahre 1999 ermöglichte die Gründung der Staatsbad GmbH die Umsetzung der Sanierungspläne; in diesem Zusammenhang übernahm die Staatliche Kurgärtnerei die Pflege des Rosengartens. So wurden zwischen dem Schweizerhaussteg am Nordrand des Rosengartens und dem Birkensteg über dem Mühlbach im Zentrum Beete mit Wechselbepflanzung angelegt und entlang des Saale-Ufers Rosen aus der Provence gepflanzt. Beete und Wege wurden neu angelegt sowie der Springbrunnen saniert.
Nach dem Bad Kissinger Hochwasser von 2003 wurde bei der Anlage des Hochwasserschutzes im Jahr 2005 auch der Rosengarten miteinbezogen. Es wurden Spundwände errichtet, die die Errichtung von Absperrungen gegen Hochwasser ermöglichen; der Schweizerhaussteg wurde durch einen hochwassersicheren Neubau ersetzt.
Im Dezember 2015 begann eine umfangreiche Sanierung des älteren Teils des Rosengartens, in deren Zusammenhang u. a. die umfangreiche Springbrunnentechnik unter dem Erdboden erneuert wurde. Ferner bekam der Springenbrunnen (nunmehr auch Multimedia-Brunnen genannt) farbige Wasserspiele durch die Installation von LED-Scheinwerfern sowie eines Beamers, der auf einem Sprühnebel Bilder und Filme projizieren kann. Am 26. Juni 2016 wurde der Rosengarten nach siebenmonatiger Generalsanierung mit einem Investitionsvolumen von über drei Millionen Euro, vom Freistaat Bayern mit 1,7 Millionen Euro gefördert, wiedereröffnet.

### Balthasar-Neumann-Promenade
Die Balthasar-Neumann-Promenade verläuft entlang dem Rosengarten und ist Teil der Salinenpromenade, die zur Unteren Saline und zur Oberen Saline im Stadtteil Hausen führt. Sie beherbergt mehrere Ladengeschäfte, die im Jugendstil sowie im Stil des Historismus großteils um das Jahr 1900 entstanden.

### Boxberger-Neumann-Denkmal
Das Boxberger-Neumann-Denkmal wurde im Jahr 1938 von Bildhauer Fried Heuler geschaffen. Es zeigt Apotheker Georg Anton Boxberger sowie den Würzburger Baumeister Balthasar Neumann, die 200 Jahre zuvor bei der Verlegung der Fränkischen Saale die Rakoczy-Quelle entdeckt hatten.